# الدبور الأخضر (فلم)
هو فيلم أمريكي صدر في 14 يناير 2011 من نوعية أفلام الحركة والفكاهة ومحاربة الجريمة يعتمد على شخصية بذات الاسم لجورج تريندل وفران سترايكر كانت بداية ظهورها ببرنامج إذاعي عام 1930 ثم ظهرت في سلاسل أفلام ومسلسلات وكتب فكاهية وغيرها من الوسائط. الفيم من إخراج مايكل جوندري والسيناريو لسيث روجن وإيفان جولدبرج وبطولة النجوم روجن في دور البطولة، جاي تشو، كريستوف والتز، إدوارد جيمس أولموس، ديفيد هاربور، توم ويلكنسون وكاميرون دياز. تم عرض الفيلم في أمريكا الشمالية في 14 يناير 2011 من قبل Columbia Pictures بتنسيقات RealD Cinema و IMAX ثلاثية الأبعاد. تلقى الفيلم آراء مختلطة من النقاد، لكنه حقق نجاحًا تجاريًا، حيث حقق 227.8 مليون دولار مقابل ميزانية إنتاج تبلغ 120 مليون دولار.

## القصة
بريت ريد هو ابن مستهتر لجيمس ريد، ناشر صحيفة لوس أنجلوس ديلي سينتنيل. لديهم علاقة متباعدة حتى يموت جيمس من رد فعل تحسسي واضح للدغة نحلة.
بعد جنازة جيمس، قام بريت بطرد الموظفين من خدمته، لكنه أعاد في وقت لاحق تعيين كاتو، وهو ميكانيكي وفنان عسكري وصديق لجيمس، كمساعد له.
أصبح بريت وكاتو أفضل صديقين سريعا ويسكرا معًا.يزور الاثنان المقبرة لقطع رأس تمثال جيمس التذكاري بسبب توافقهم على كراهية جيمس. بعد أن ينجحا ينقذا زوجين قريبين كان يتم السطو عليهما. عندما تخطئ الشرطة بريت وكاتو  للمجرمين، يهرب كاتو من مطاردة سيارة بينما يعود هو وبريت إلى قصرهما.
يقنع بريت كاتو بأنهما يجب أن يصبحا أبطال خارقين مثل أبطال مكافحة الجريمة، يطور كاتو سيارة مزودة بالعديد من الأدوات والأسلحة ويسميها«الجمال الأسود». يخطط بريت للقبض على بنجامين تشودنوفسكي، وهو شقى روسي ورجل عصابات يوحد عائلات الجريمة في لوس أنجلوس تحت قيادته، والذي كان والده يحاول كشفه. للفت انتباه تشودنوفسكي، يستخدم بريت صحيفة ديلي سينتينيل كوسيلة نشر مقالات عن «مجرم رفيع المستوى» يسميه الدبور الأخضر.
يستأجر بريت لينور كيس كباحثة له، ويستخدم نصائحها غير المقصودة لرفع صورة جرين هورنيت.
يفجر بريت وكاتو العديد من مختبرات المخدرات لتشودنوفسكي، تاركين بطاقات الاتصال حتى يتمكن تشودنوفسكي من الاتصال بهم. طوال كل هذا، يخشى مايك أكسفورد، مدير التحرير في ديلي سينتينيل، أن تؤدي هذه التغطية الأحادية الجانب إلى تعريض حياة بريت للخطر، ويخشى النائب العام فرانك سكانلون من الشعور العام بأنه لا يستطيع إيقاف «جرين هورنيت».
يطلب بريت من لينور تناول العشاء معا، لكنها ترفضه وتدعو كاتو، مما يشوش ويثير غيرة بريت، يعلم كاتو منها أن رجال العصابات غالباً ما يعقدون قمة سلام للمنافسين من أجل الاقتراب بما يكفي لقتلهم؛ يخبر بريت كاتو أن تشودنوفسكي عرض عليهم مثل هذا الاجتماع. يحاول كاتو إثناءه، لكن بريت، الذي شعر بظلاله عليها، يتبع غرائزه. هذا يثبت الوفاة تقريبًا عندما يحاول تشودنوفسكي قتلهم.
بالكاد يفر إلى القصر، يبدأ بريت وكاتو في الجدال ويخوض الاثنان معركة، يقيل بريت الغاضب كل من كاتو ولينوريمعتقدا أنهما على علاقة.
في وقت لاحق، يتلقى كاتو رسالة بريد إلكتروني من تشودنفسكي على عنوان البريد الإلكتروني لبطاقة الاتصال الخاصة بالدبور، ويقدم مليون دولار ونصف لوس أنجلوس إلى الدبور إذا قتل بريت.
في هذه الأثناء، يكتشف بريت أن سكانلون فاسد وأنه حاول رشوة جيمس للتقليل من مستوى الجريمة في المدينة لمساعدته، يعاني تشودنوفسكي من أزمة منتصف العمر ويعيد تسمية نفسه باسم «بلادنوفسكي» فائق الشهرة.
يدعو سكانلون بريت إلى اجتماع في أحد المطاعم، حيث كشف لبريت وعينه في عينه أنه كان مسؤولاً عن مقتل والده لأنه يظهر أنه حليف لتشودنوفسكي. يصل تشودنوفسكي مع أتباعه لقتل بريت، لكن كاتو يظهر وينقذ بريت قبل أن يفروا. في ديلي سينتينيل، يعتزم بريت رفع تسجيل اعترافات سكانلون على شبكة الإنترنت - وهو ما اكتشف متأخراً أنه لم يتمكن من تسجيله.
قام تشودنوفسكي ورجاله، الذين تابعوا الثنائي هناك، بالاشتباك معهم  في معركة نارية، مما أسفر عن إصابة بريت في هذه العملية. ومع ذلك، فإن كاتو يدفع بقطعتين كبيرتين من الخشب في عيني تشودنوفسكي دفاعًا عن النفس قبل أن يلقيه بريت بالرصاص.
يظهر فريق من قوات التدخل السريع ويطلق النار على الدبور الأخضر وكاتو، الذين يستخدمون بقايا سيارتهم الجمال الأسود المدمر تقريبًا لهروب سكانلون خارج المبنى حتى وفاته. يهرب الدبور الأخضر وكاتو إلى منزل لينور، حيث تتعلم هوياتهما الحقيقية وتخفيهما عن الشرطة قبل محاولة المساعدة عن طريق إزالة الرصاصة من بريت.
في صباح اليوم التالي، يقوم بريت بترقية آكسفورد إلى رئيس تحريره يكذب حول إطلاق النار عليها من قِبل كاتو، مما أدى إلى زيادة ترسيخ الدبور الأخضر كقوة حراسة والسماح لبريت بالتلقي العلاج من قبل محترفين في المستشفى.
في وقت لاحق، أعاد بريت وكاتو الرأس إلى تمثال جيمس.
الآن مع ليونرإلى جانبهم، قرر الاثنان مواصلة حماية لوس أنجلوس من خلال انتهاك القانون وفي الوقت نفسه محاربة المجرمين وإنقاذ المدنيين.

## طاقم الفيلم
- سيث روغن في دور بريت ريد
- جاى تشو في دور كاتو
- كاميرون دياز: في دور ليونر كيس.
- توم ويلكنسون في دور جيمس ريد.
- كريستوف والتز: في دور بينجامين تشودنفسكي
- ديفيد هاربور: في دور النائب العام فرانك سكانلون

## وصلات خارجية
- مقالات تستعمل روابط فنية بلا صلة مع ويكي بيانات

أفلام أبطال خارقين كوميدية في عقد 2010